# 帕德斯托
帕德斯托（Padstow）是位於英格蘭康沃爾的一個城鎮和民政教區。帕德斯托位於康沃爾北海岸，是一個漁港。據2001年人口普查，帕德斯托有人口3,162人，2001年減少至2,993人。